# Khalil AlQaheri
Khalil AlQaheri (en arabe : خليل القاهري ; né le 21 décembre 1987 à Manama, Bahreïn) est un marchand, écrivain et entrepreneur bahreïnien. Il a notamment écrit des articles sur l’entrepreneuriat dans les publications du Bahreïn.
AlQaheri, directeur général de l’entreprise Trexsol,, est le directeur et l’un des fondateurs de l’entreprise de construction Stradico.
Il est également fondateur de la première entreprise d’enseignement commercial à Bahreïn qui organise des cours et des ateliers commerciaux pour des entrepreneurs. The Way to Entrepreneurship, son premier livre, a été publié en 2017.

## Crédits
- (ar) Cet article est partiellement ou en totalité issu de l’article de Wikipédia en arabe intitulé « خليل القاهري » (voir la liste des auteurs).